# Surinaamse Vereniging van Journalisten
De Surinaamse Vereniging van Journalisten (SVJ) is een belangenorganisatie voor journalisten in Suriname. De vereniging werd in 1991 opgericht en maakte na een inactieve periode in 2017 een doorstart.
De doelstellingen van de SVJ zijn het bewaken van en zo nodig strijden voor persvrijheid en het recht voor burgers op informatie. Daarnaast is het een belangenorganisatie voor haar leden en wil het hoge journalistieke kwaliteit stimuleren.

## Geschiedenis
De Surinaamse Vereniging van Journalisten werd op 8 februari 1991 opgericht in Paramaribo. De oprichting viel samen met de gewijzigde houding van de regering ten opzichte van de journalisten van de publieke tv-zender STVS. Enkele weken na de oprichting kwam de SVJ in botsing met de Surinaamse regering over dier bemoeienis met de journalistiek bij de zender. De SVJ verweet de regering van een  "flagrante schending van de persvrijheid" en het opzij zetten van de democratische principes van behoorlijk bestuur. De situatie was in die jaren grillig en de voorzitter van de VJS, Cliff Djamin, kreeg begin 1993 nog een handgranaat naar zijn huis geworpen. De politie wilde hier toen geen onderzoek naar doen.
Na een periode van inactiviteit werd de SVJ nieuw leven ingeblazen in 2017. De doorstart werd gemaakt op 2 september door onder meer de nog zittende voorzitter Wilfred Leeuwin. In november droeg hij de hamer aan het eind van een 6-jarige termijn over aan Carla Boetius, die tot dan toe secretaris was geweest.

## Voorzitters
- Wilfred Leeuwin[1]
- Carla Boetius[5]
- Vishmohanie  Thomas[5]